# Салаирский Дом Отдыха
Салаи́рский Дом Отдыха — посёлок в Гурьевском районе Кемеровской области. Входит в состав Салаирского городского поселения.

## География
Центральная часть населённого пункта расположена на высоте 277 метров над уровнем моря.

## Население
По данным Всероссийской переписи населения 2010 года, в посёлке Салаирский Дом Отдыха проживает 123 человека (55 мужчин, 68 женщин).

## История
В 1968 году в поселке жило 127 человек, были 42 хозяйства, начальная школа, клуб и медпункт, относился к Сосновскому сельсовету Беловского района.